# Mirror Lake
A Tükör-tó (angolul Mirror Lake) tó az Amerikai Egyesült Államokban, Oregon államban, Clackamas megyében, a Tom Dick and Harry-hegységben. A tó a Mount Hood hegycsúcsa közelében fekszik, mintegy 1252 méteres tengerszint feletti magasságban és 11,4 kilométernyire a hegycsúcstól, délnyugati irányban. A tó az egyik legnépszerűbb úti cél a Mount Hood vidékén. Igen közkedvelt a Nordic walkingot űzők körében is.

## Fordítás
Ez a szócikk részben vagy egészben  a   Mirror Lake (Clackamas County, Oregon) című angol Wikipédia-szócikk ezen változatának fordításán alapul.  Az eredeti cikk szerkesztőit annak laptörténete sorolja fel. Ez a jelzés csupán a megfogalmazás eredetét és a szerzői jogokat jelzi, nem szolgál a cikkben szereplő információk forrásmegjelöléseként.